# マリーア・テレーザ・デステ
マリーア・テレーザ・フェリーチタ・デステ（Maria Teresa Felicita d'Este, 1726年10月6日 - 1754年4月30日）は、イタリア・モデナ＝レッジョ公国の公女、フランス王族パンティエーヴル公ルイ・ジャン・マリーの妻。フランス語名はマリー＝テレーズ＝フェリシテ・デスト（Marie-Thérèse-Félicité d'Este）。

## 生涯
モデナ公フランチェスコ3世とその妻で、オルレアン公フィリップ2世の娘であるシャルロット＝アグラエ・ドルレアンの間の第3子、長女として生まれた。弟にエステ家最後のモデナ公エルコレ3世、妹にコンティ公ルイ・フランソワ2世の妻マリーア・フォルトゥナータがいる。
父はオーストリア継承戦争においてフランス側についたため、1742年6月にオーストリアとピエモンテ＝サルデーニャの連合軍に領国を占領され、国外に逃れた。母は翌1743年に娘たちを連れてフランスの実家に避難した。1744年、母の意向でパンティエーヴル公ルイ・ジャン・マリーに嫁ぐことが決まった。母方の祖母のオルレアン公爵未亡人フランソワーズ・マリーは、王家の一員とはいえプランス・デュ・サンの称号を持たず、従って王位継承権者でないパンティエーヴル公と孫娘との縁組に強く反対した。王位継承権を持つオルレアン公ルイ・フィリップ1世やコンティ公ルイ・フランソワ1世との縁談もあったが、いずれも不成立に終わっていた。
19歳のパンティエーヴル公との婚礼は1744年12月29日、ヴェルサイユ宮殿の付属礼拝堂において、王家の成員やその他の王族が勢揃いして見守る中で行われた。18歳の花嫁マリー＝テレーズは容貌の点では見劣りしたが、金髪で、大柄な体格と瑞々しい肌の持ち主だった。婚礼は1744年の年明けに予定されていたが、フランスとオーストリアとの戦争が始まったために年末まで延期されたのだった。新郎新婦はともにルイ14世王とモンテスパン侯爵夫人の孫、曾孫で親族関係にあったため、婚礼の成立にはローマ教皇の特別の許可を必要とした。教皇の結婚認可は12月20日にヴェルサイユに通達された。婚礼を主宰したのはロアン枢機卿だった。婚礼後にサロン・オイル・ド・ブフ（Salon Œeil de bœuf）で結婚契約書の署名式が行われた。
公爵夫妻はランブイエ城で非常に幸福な結婚生活を送り、公爵は妻のマリー＝テレーズを終生愛し続けた。1746年の長男誕生後まもなく、マリー＝テレーズはブルターニュ地方の知事として対英戦争の防衛準備を命じられた夫に随い、一時的にブルターニュに滞在した。公爵夫人は結婚後立て続けに妊娠と出産を繰り返して7人の子供の母親となるが、成人したのは2人だけである。マリー＝テレーズは第7子を妊娠中だった1754年2月に肺炎に罹り、病状は急速に悪化した。公爵夫人は第7子となる末息子を出産した翌日、27歳で死去した。
彼女の遺体は5月2日、同じ日に死んだ末息子の遺体と一緒にランブイエ城の付属教会に葬られた。パンティエーヴル公は妻の死を深く嘆き、再婚することはなかった。マリー＝テレーズの遺体は1783年、パンティエーヴル公がランブイエ城をルイ16世王に売却した際、ドルーのサン・エティエンヌ礼拝堂に移された。その後、フランス革命の混乱を経て、遺体は最終的に同市のサン・ルイ王室礼拝堂に改葬された。

## 子女
- ルイ・マリー（1746年 - 1749年） - ランブイエ公
- ルイ・アレクサンドル（1747年 - 1768年） - ランバル公
- ジャン・マリー（1748年 - 1755年） - シャトーヴィレン公
- ヴァンサン・マリー・ルイ（1750年 - 1752年） - ガンガン伯
- マリー・ルイーズ（1751年 - 1753年）
- ルイーズ・マリー・アデライード（1753年 - 1821年） - 1769年、オルレアン公ルイ・フィリップ2世と結婚
- ルイ・マリー・フェリシテ（1754年）